# Сізве Ндлову
Сізве Ндлову  (англ. Sizwe Ndlovu, 24 вересня 1980) — південноафриканський веслувальник, олімпійський чемпіон.

## Виступи на Олімпіадах
| Олімпіада   | Дисципліна                              | Місце |
| ----------- | --------------------------------------- | ----- |
| Лондон 2012 | легка четвірка розстібна без стернового | 1     |